# La maison en petits cubes
La Maison en Petits Cubes (つみきのいえ, Tsumiki no ie) es un cortometraje animado japonés creado por Kunio Katō. Fue ganador del Premio Cristal del Festival Internacional de Películas Animadas de Annecy en 2008 y de un Premio Oscar al mejor cortometraje animado en 2009.

## Trama
La película trata acerca de un anciano solitario que vive en una ciudad cubierta por el agua. Como el agua sube, este se ve obligado a añadir niveles adicionales a su casa con ladrillos (los cubos) a fin de permanecer seco y no ahogarse por la subida del agua. Un día se cae su pipa favorita por una trampilla, que atraviesa varios pisos y cae hasta los niveles más bajos de su casa, inundados desde hace tiempo. El anciano se pone un traje de buzo, y decide bajar por la trampilla en búsqueda de su pipa.Una vez que la encuentra, tiene curiosidad por los pisos de su antigua casa,revisando cada uno de los pisos inundados que desciende, viendo en retrospectiva los distintos momentos de su existencia desde la muerte de su esposa, la boda de su hija, la inundación de su hogar, el nacimiento de su hija, su boda, su adolescencia y el crecer de sus años. Enfrentándose a los más profundos recuerdos que vivió en cada uno de ellos, en las etapas de su vida.